# Робертс, Иэн
Иэн Робертс (англ. Iain Roberts, 16 мая 1979, Личфилд, Стаффордшир) — новозеландский скелетонист британского происхождения, выступавший за сборную Новой Зеландии с 2004 года по 2010-й. Участник зимних Олимпийских игр в Ванкувере, многократный призёр национального первенства.

## Биография
Иэн Робертс родился 16 мая 1979 года в городе Личфилд, графство Стаффордшир. Активно заниматься скелетоном начал уже переехав из Англии в Новую Зеландию в возрасте двадцати четырёх лет, в 2004 году прошёл отбор в национальную сборную и стал принимать участие в крупнейших международных стартах, показывая довольно неплохие результаты. Так, 26 ноября дебютировал на взрослом Кубке мира, показав на трассе немецкого Винтерберга сорок первое время, а год спустя соревновался на чемпионате мира в Кёнигсзее, где был тридцать третьим.
Практически весь следующий сезон Робертс провёл в борьбе за обладание кубками Европы и Америки, однако добиться каких бы то ни было выдающихся достижений не смог. Принимал участие в заездах зимней Универсиады 2005 года в австрийском Иглсе, финишировал там семнадцатым. В сезоне 2006/07 ездил в основном на этапы Межконтинентального кубка, несколько раз попал в десятку сильнейших. На Кубке Америки в январе 2009 года завоевал бронзовую медаль, показав третье время на трассе американского Парк-Сити. Благодаря череде удачных выступлений Иэн Робертс удостоился права защищать честь страны на зимних Олимпийских играх 2010 года в Ванкувере, прошёл квалификацию и планировал побороться с лидерами кубкового зачёта, но в ходе второй попытки допустил серьёзные ошибки и вынужден был отказаться от дальнейшего участия в соревнованиях.
Поскольку конкуренция в сборной на тот момент резко возросла, в безоговорочные лидеры выбился Бен Сэндфорд, Робертс вскоре принял решение завершить карьеру профессионального спортсмена, уступив место молодым новозеландским скелетонистам. В обычной жизни очень увлекается науками, в частности, имеет докторскую степень в области астрофизики.